# Acromastigum echinatiforme
Acromastigum echinatiforme là một loài rêu tản trong họ Lepidoziaceae. Loài này được (De Not.) A. Evans miêu tả khoa học lần đầu tiên năm 1934.